# Helixanthera cylindrica
Helixanthera cylindrica là một loài thực vật có hoa trong họ Loranthaceae. Loài này được (Jack ex Roxb.) Danser mô tả khoa học đầu tiên năm 1931.